# Gare de Wichelen
La gare de Wichelen (en néerlandais : station Wichelen) est une gare ferroviaire belge de la ligne 53, de Schellebelle à Louvain, située sur le territoire de la commune de Wichelen, dans la province de Flandre-Orientale en Région flamande.
Elle est mise en service en 1837 par l’administration des chemins de fer de l’État belge. C'est un arrêt sans personnel de la Société nationale des chemins de fer belges (SNCB) desservi par des trains Omnibus (L) et Heure de pointe (P).

## Situation ferroviaire
Établie à 8 mètres d’altitude, la gare de Wichelen est située au point kilométrique (PK) 3,477 de la Ligne 53, de Schellebelle à Louvain, entre les gares de Schellebelle et de Schoonaarde.

## Histoire
La « halte de Wichelen » est mise en service le 28 septembre 1837 par l’Administration des chemins de fer de l’État belge, lorsqu'elle ouvre à l'exploitation la section de Termonde à Gand. L'arrêt de Wichelen est mentionné à partir des années 1840.
Fin décembre 1860, elle ne dispose toujours pas de « voie d'évitement ». En mai 1864 un terrain de 2 ares et 28 centiares est cédé à l'État belge pour permettre l’agrandissement de la station. Jusqu'ici une « halte sans perception » Wichelen accède au rang de station le 1er octobre 1865.
Le 13 septembre 1871, le ministre des travaux publics fait procéder, dans la salle d'attente de la gare de Bruxelles-Nord, à la « mise en adjudication publique de l'entreprise de travaux d'établissement d'un bâtiment des recettes avec ameublement et d'un pavillon pour lieux d'aisance (...) dans chacune des stations de Wichelen et de Dilbeek (en deux lots). ». Le coût de cette construction est estimé à 8 143 francs, 30 centimes par lot. Ce bâtiment pourrait être la gare provisoire en bois reconvertie en abri de quai qui se trouve sur le quai opposé au bâtiment ultérieur.
Vers 1894, un bâtiment construit en brique vient remplacer les anciennes installations. Il s’agit d’une gare de plan type 1881, un type de gare très répandu en Belgique qui comprend un corps central, à trois travées et un étage sous toiture, encadré par deux ailes basses dont l’une, munie de trois travées et disposée à droite du corps central, accueille la salle d’attente et comporte une marquise protégeant le quai. 
La gare est totalement fermée en 1957, son bâtiment est néanmoins utilisé jusqu’en 1961. Laissé sans fonction, il est détruit en 1967.
Le 25 septembre 1977, elle est rouverte sous la forme d’un simple arrêt sans personnel.

## Service des voyageurs

### Accueil
Halte SNCB, c'est un point d'arrêt non géré (PANG) à accès libre.
Une passerelle permet la traversée des voies.

### Desserte
Wichelen est desservie, uniquement en semaine, par des trains Omnibus (L) et Heure de pointe (P) de la SNCB qui effectuent des missions sur la ligne commerciale 53 : Malines - Gand (voir brochure SNCB).
La desserte est constituée par des trains L circulant entre Malines et Zeebrugge-Dorp (ou Zeebrugge-Strand pendant les vacances), renforcés, le matin, par un unique train P entre Termonde et Gand-Saint-Pierre (retour l’après-midi).
Aucun train ne marque l’arrêt à Wichelen les week-ends et jours fériés.

### Intermodalité
Un parc pour les vélos et un parking pour les véhicules y sont aménagés. Des bus desservent la gare.

## Comptage voyageurs
Ce graphique et tableau montre le nombre de voyageurs embarquant en moyenne durant la semaine, le samedi et le dimanche.

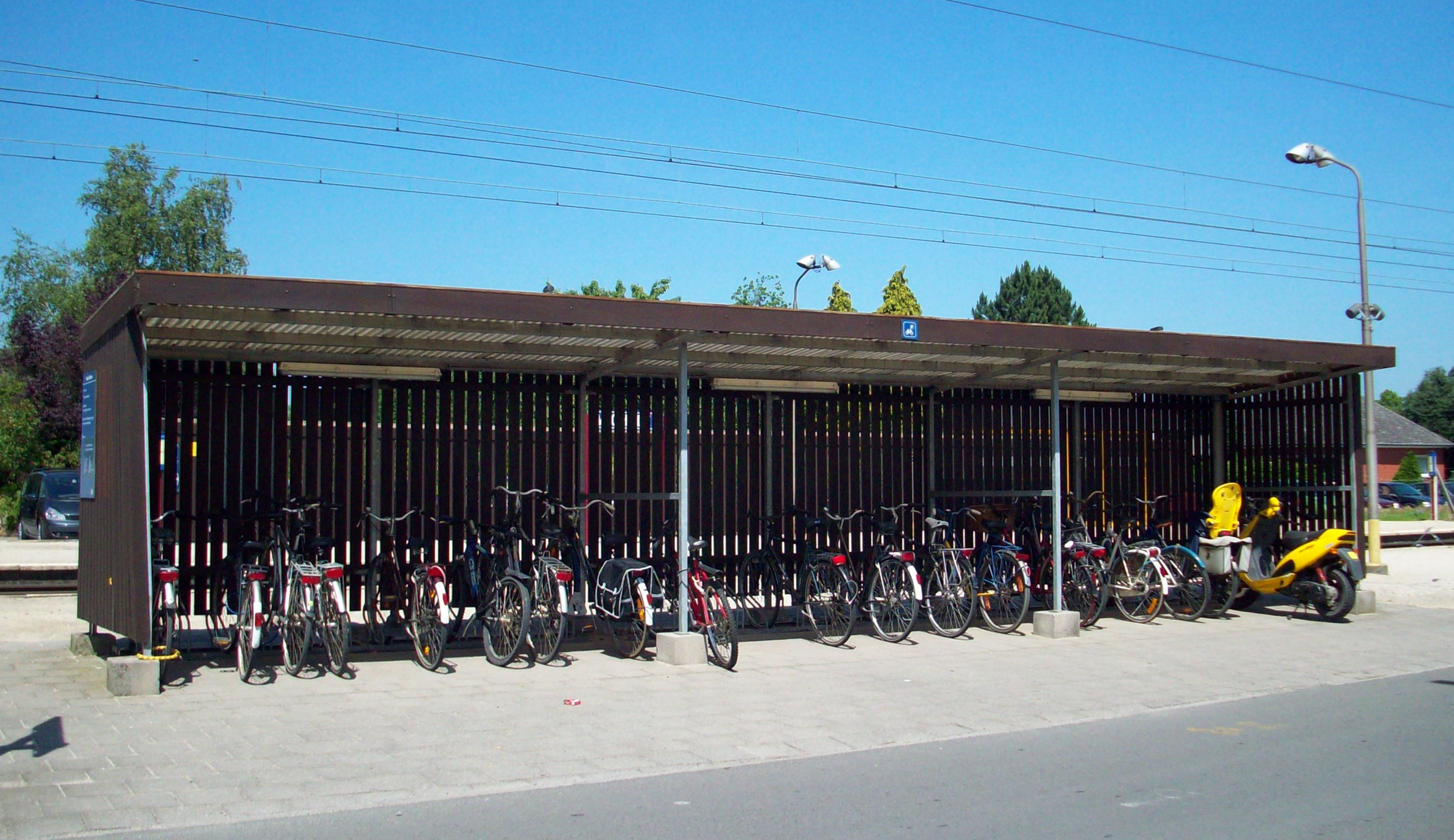
Abri à vélos
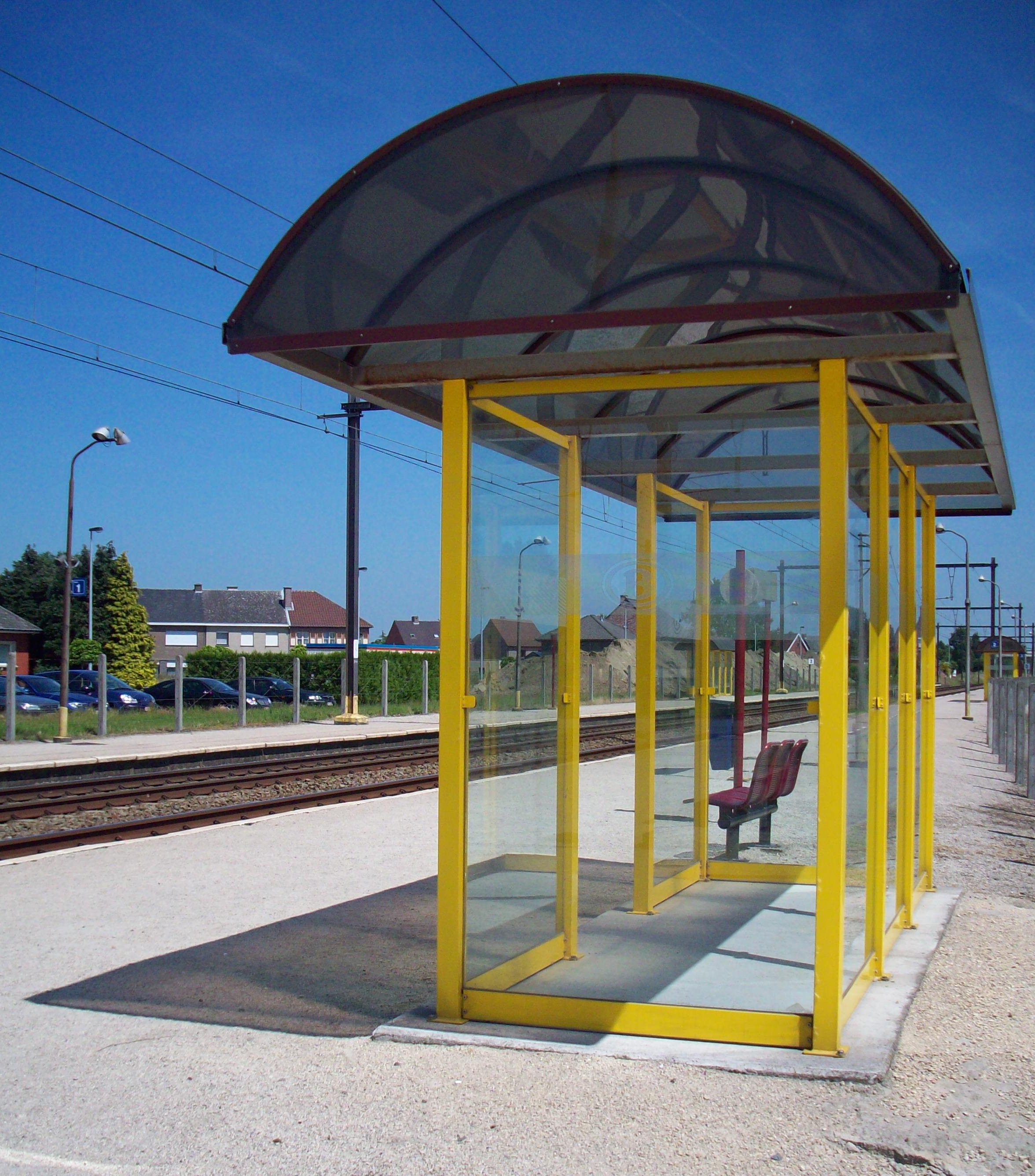
Abri de quai
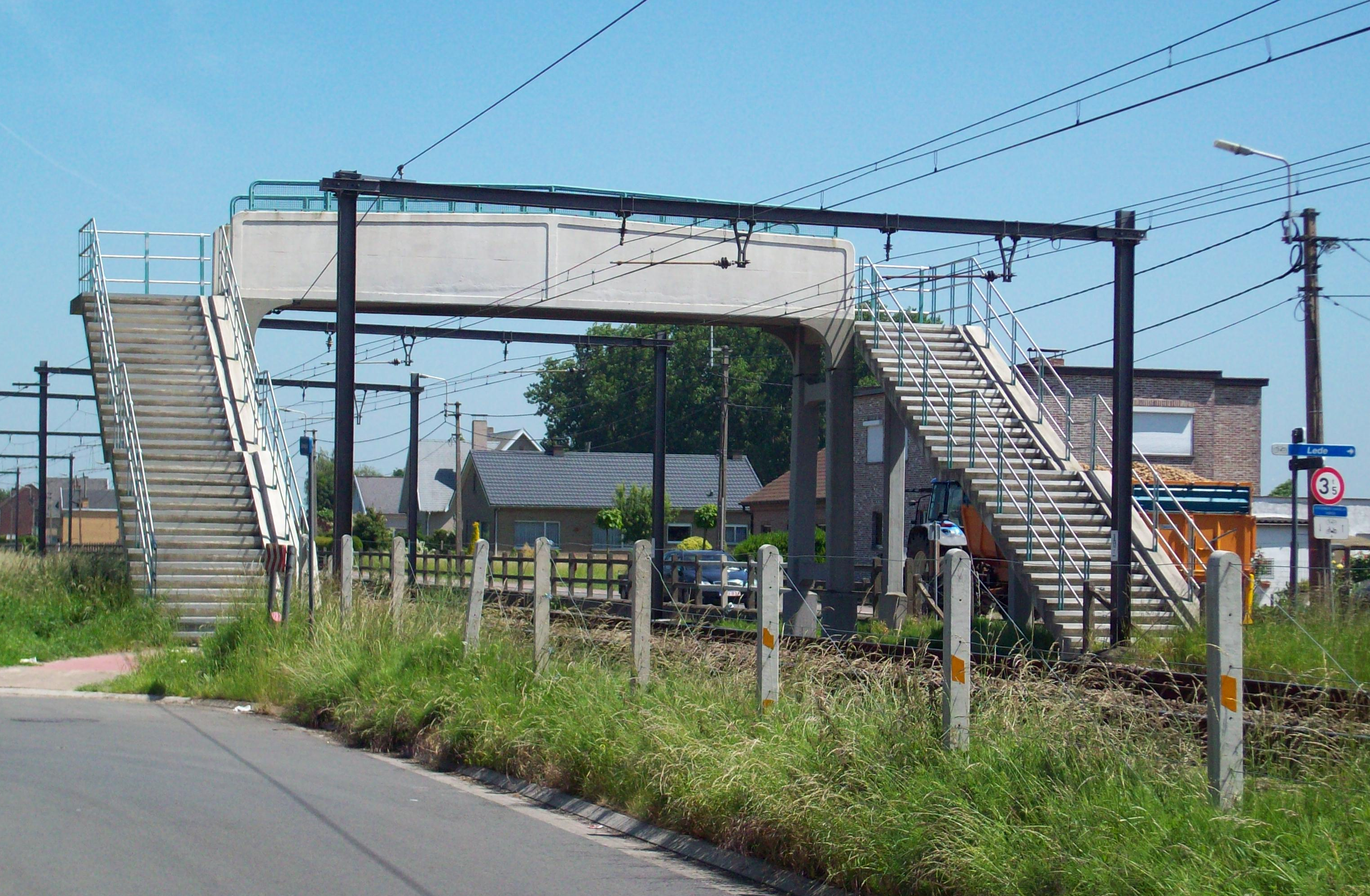
Passerelle

| Nombre de passagers qui embarquent à la gare de Wichelen | Nombre de passagers qui embarquent à la gare de Wichelen | Nombre de passagers qui embarquent à la gare de Wichelen | Nombre de passagers qui embarquent à la gare de Wichelen |
|                                                          | Semaine                                                  | Samedi                                                   | Dimanche                                                 |
| -------------------------------------------------------- | -------------------------------------------------------- | -------------------------------------------------------- | -------------------------------------------------------- |
| 1977                                                     | 67                                                       | 9                                                        | -                                                        |
| 1978                                                     | 111                                                      | 11                                                       | -                                                        |
| 1979                                                     | 94                                                       | 2                                                        | -                                                        |
| 1980                                                     | 139                                                      | 19                                                       | 11                                                       |
| 1981                                                     | 123                                                      | 14                                                       | 21                                                       |
| 1982                                                     | 131                                                      | 30                                                       | 15                                                       |
| 1983                                                     | 145                                                      | 25                                                       | 14                                                       |
| 1984                                                     | 171                                                      | 27                                                       | 27                                                       |
| 1985                                                     | 245                                                      | 24                                                       | 30                                                       |
| 1986                                                     | 254                                                      | 29                                                       | 44                                                       |
| 1987                                                     | 173                                                      | 32                                                       | 31                                                       |
| 1988                                                     | 155                                                      | 26                                                       | 25                                                       |
| 1989                                                     | 166                                                      | 15                                                       | 23                                                       |
| 1990                                                     | 165                                                      | 28                                                       | 23                                                       |
| 1991                                                     | 179                                                      | 19                                                       | 11                                                       |
| 1992                                                     | 189                                                      | 36                                                       | 19                                                       |
| 1993                                                     | 214                                                      | 20                                                       | 31                                                       |
| 1994                                                     | 195                                                      | -                                                        | -                                                        |
| 1995                                                     | 161                                                      | -                                                        | -                                                        |
| 1996                                                     | 233                                                      | -                                                        | -                                                        |
| 1997                                                     | 204                                                      | -                                                        | -                                                        |
| 1998                                                     | 216                                                      | -                                                        | -                                                        |
| 1999                                                     | 169                                                      | -                                                        | -                                                        |
| 2000                                                     | 172                                                      | -                                                        | -                                                        |
| 2001                                                     | 157                                                      | -                                                        | -                                                        |
| 2002                                                     | 176                                                      | -                                                        | -                                                        |
| 2003                                                     | 149                                                      | -                                                        | -                                                        |
| 2004                                                     | 138                                                      | -                                                        | -                                                        |
| 2005                                                     | 158                                                      | -                                                        | -                                                        |
| 2006                                                     | 171                                                      | -                                                        | -                                                        |
| 2007                                                     | 150                                                      | -                                                        | -                                                        |
| 2008                                                     | -                                                        | -                                                        | -                                                        |
| 2009                                                     | 180                                                      | -                                                        | -                                                        |
| 2010                                                     | -                                                        | -                                                        | -                                                        |
| 2011                                                     | -                                                        | -                                                        | -                                                        |
| 2012                                                     | 146                                                      | -                                                        | -                                                        |
| 2013                                                     | 173                                                      | -                                                        | -                                                        |
| 2014                                                     | 158                                                      | -                                                        | -                                                        |
| 2015                                                     | 123                                                      | -                                                        | -                                                        |
| 2016                                                     | 150                                                      | -                                                        | -                                                        |
| 2017                                                     | 229                                                      | -                                                        | -                                                        |
| 2018                                                     | 158                                                      | -                                                        | -                                                        |
| 2019                                                     | 204                                                      | -                                                        | -                                                        |
| 2020                                                     | 108                                                      | -                                                        | -                                                        |
| 2021                                                     | -                                                        | -                                                        | -                                                        |
| 2022                                                     | 246                                                      | 107                                                      | 153                                                      |
| 2023                                                     | 246                                                      | 90                                                       | 84                                                       |
| 2024                                                     | 234                                                      | 124                                                      | 92                                                       |

- Abri à vélos
- Abri de quai
- Passerelle